# حمود الفايز
حمود الفايز (17 فبراير 1983 -)، شاعر وإعلامي سعودي.

## حياته
يحمل شهادة البكالوريوس بالهندسة الطبية من جامعة الملك سعود عمل في مجال التأمين الطبي لثلاث سنوات لكنه فضل بعد ذلك العمل في مجال الإعلام.

### حياته الأسرية
في فبراير 2018 تزوج من زميلته رؤى الصبان

## مشواره المهني

### انطلاقته مع التلفزيون السعودي
بدايته كانت من خلال المجلات الشعرية منذ عام 2001، انتقل للعمل في التلفزيون السعودي كمقدم لبرنامج «صباح السعودية» الذي يعرض يوميا لأربع ساعات مع الزميلة سميرة مدني التي انتقلت لفريق كلام نواعم، وعمل أيضا في هذا البرنامج كمذيع ميداني ومراسل، وأوكلت إليه مهمة تغطية مهرجان الجنادرية على الهواء مباشرة يوميا تقديما وإعدادا وعلى مدار أسبوعين لسنتين متتاليتين.
أجرى مقابلات مهمة مع عدد من الوزراء العرب والسعوديين وأصحاب السمو أمراء المناطق والقيادات العسكرية وأعضاء مجلس الشورى السعودي ورؤساء الهيئات، إضافة للقاءه رئيس دولة مونتينيجرو وعدد من سفراء الدول الأوروبية والعربية في الرياض.
يهتم بالأفلام الوثائقية التي كرّم بها والذي يحرص كل الحرص على أن يتابع كل مراحل التصوير الميداني ويتولى عملية إخراجها وإنتاجها بنفسه، ومن أبرز هذه الأفلام فيلم الدرعية التاريخية كأول فيلم يتحدث عن «حي طريف» الخاص بحكم الدولة السعودية الأولى قبل أن يُعترف به كموقع أثري في اليونيسكو مؤخرا.
وفيلم «أشيقر» و«المصمك» و«متحف الطيران» وروائع آثار المملكة في متحف اللوفر بباريس  الذي تخلله لقاء وزير الخارجية الفرنسي برنار كوشنير، وتغطيته الحصرية لمؤتمر الحالات الحرجة الطبي في بروكسل- بلجيكا.
عمل أيضا في قناة الإخبارية ميدانيا في عدة برامج من أهمها «أموال ومسارات» و«نوافذ» و«دوائر» وأيضا التقارير في نشرات الأخبار، ومشاركته في حملة المرور الإعلامية لنظام ساهر في مرحلته الثالثة.

### عمله مع مجموعة إم بي سي
في سنته الأولى مع مجموعة إم بي سي انضم لفريق تقديم صباح الخير يا عرب، وإلى جانب التقديم قام بإعداد أول تقرير جريء له في البرنامج وذلك عند قفزه من الطائرة مع زميلته لجين عمران، وأيضا قام بتصوير فلم من جزأين عن جزيرة صير بني ياس في دولة الإمارات.
وخلال فترة وجوده في البرنامج الصباحي صادف تقديمه مع ثلاث مذيعات هن:لجين عمران وسميرة مدني وميسون عزام مذيعة قناة العربية التي شاركت بجانبه تغطية يوم الأم العالمي.
انتقل لتقديم نشرة أخبار التاسعة  بشكل يومي من الأحد حتى الخميس، وكان من أحد مطوري هذي النشرة العريقة التي انتقلت من الشأن العربي إلى الشأن السعودي المحلي، وله فقرة خاصة (مفكرتي) يقوم هو بإعدادها مما شاهد وسمع وقرأ، كما أنه قام بعمل سلسلة تقارير فقرة شاهد من أكثر من مدينة سعودية.
أسندت إليه مهمة تغطية يوم عرفة لحج عام 1433 هـ / 2012 وذلك لمدة عشر ساعات متواصلة، كما قام بمشاركة الإعلامية لجين عمران يتغطية اليوم الوطني للسعودية في 23 سبتمبر 2013 وذلك لساعتان. وشارك بالتغطية المباشرة لوفاة العاهل السعودي خادم الحرمين الشريفين عبد الله بن عبد العزيز آل سعود
ومن أهم اللحظات المهيبة في حياته الإعلامية هي لحظة إعلانه خبر وفاة ولي العهد السعودي وزير الداخلية الأمير نايف بن عبد العزيز، واستمر في تغطية الحدث طيلة ثمان ساعات على شبكة قنوات MBC.
شارك في اليومين الأولين في التغطية الخاصة لرحيل خادم الحرمين الشريفين الملك عبد الله بن عبد العزيز التي بدأت يومها الأول طوال خمس عشرة ساعة على الهواء متواصلة.
من أهم التقارير التي نفذها: فكرةً وإعداداً وتنفيذاً تقريره الخاص عن مكاتب صاحب السمو الشيخ محمد بن راشد حاكم دبي كأول كاميرا تلفزيونية تدخل هناك.
مناسبات ومؤتمرات:
- رئيس جلسة في منتدى مغردون سعوديون في نسخته الأولى.
- قدم حفل افتتاح سوق عكاظ 2016 في الطائف.
- رأس جميع جلسات منتدى شوف الذي أقيم في جدة 2017.